# درون‌گرایی (دورگه)

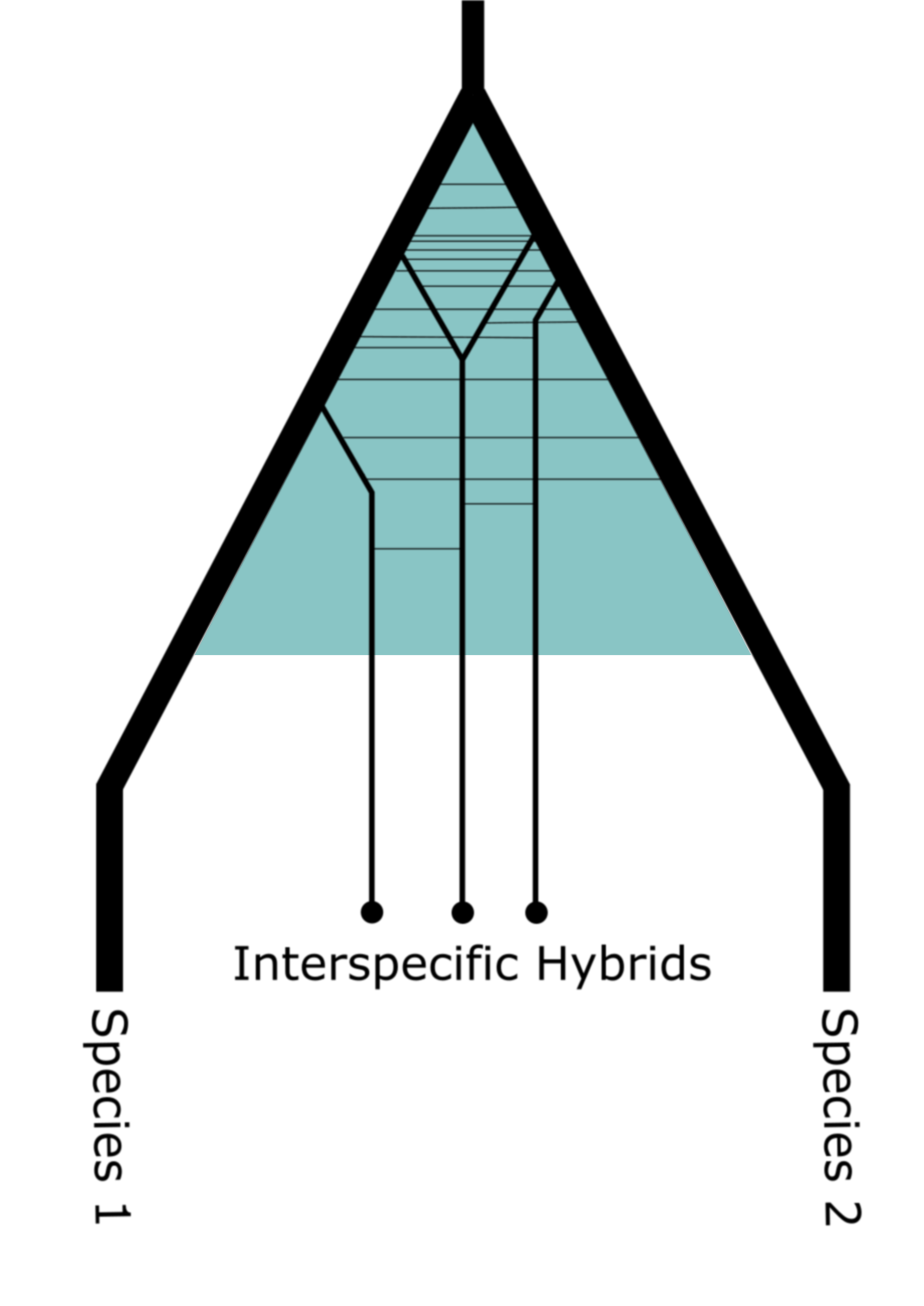
مدل تبارزایی دورگه‌زایی درون‌گرا. منطقه ترکیبی دودمان دو گونه به رنگ آبی نشان داده شده‌است، که هر خط افقی نشان دهنده یک رویداد درونگرای فردی است.

درون‌گرایی (به انگلیسی: Introgression) که همچنین با عنوان دورگه‌زایی درون‌گرا (introgressive hybridization) نیز شناخته می‌شود، در ژنتیک عبارت است از انتقال ماده ژنتیکی از یک گونه به خزانهٔ ژنی دیگر با تلاقی مکرر یک دورگه برگشتی بین‌گونه‌ای با یکی از گونه‌های مادری‌اش. درون‌گرایی یک فرایند درازمدت است، حتی زمانی که مصنوعی باشد. ممکن است چندین نسل دورگه طول بکشد تا اینکه تلاقی قابل توجهی رخ دهد. این فرایند از اکثر شکل‌های جریان ژنی متمایز است زیرا بین دو جمعیت از گونه‌های مختلف به جای دو جمعیت از یک گونه رخ می‌دهد.